# 로드리 마우르
로드리 마우르 압 메르번(웨일스어: Rhodri Mawr ap Merfyn→메르번의 아들 로드리 대왕: 820년경-878년)은 귀네드의 왕이다. 844년 부왕 메르번 브런흐를 계승해 즉위했다. 856년경 포이스를, 871년경 세이설루그를 합병했다. 울라 편년사에서는 로드리를 브리튼인의 왕이라고 한다. 훗날 문헌들에서는 그를 웨일스 국왕이라고도 하는데, 로드리는 웨일스 국왕을 칭한 적은 없으며 웨일스 남부는 영토에 병합하지 못했다.

## 가계
로드리는 메르번 브러흐의 아들이다. 메르번 브러흐는 쿠네다 울레딕의 남계 혈통이 단절되자 귀네드 왕국 왕위를 차지했다. 844년경 부왕이 죽자 로드리가 왕위를 물려받았다.
후대의 족보들에 따르면 로드리의 어머니 또는 조모는 포이스 왕실 출신의 네스트 페르흐 카델이라고 한다. 웨일스법은 모계 상속을 명확하게 금지하고 있지만, 855년경 포이스 국왕 컨겐 압 카델이 죽었을 때 포이스에 대한 계승권을 주장하면서 이 혈통을 근거로 들었음직하다.
로드리는 앙하라드 페르흐 메우릭과 결혼했는데, 앙하라드는 케레디기온 국왕 구곤 압 메우릭의 누이였다. 872년 구곤이 죽자 포이스의 경우와 마찬가지로 이를 상속받아 자신의 영토로 하였다.

## 치세

초록색이 로드리의 영토.

남부 일부를 제외한 웨일스 거의 전역을 손에 넣었지만, 로드리의 치세에는 잉글랜드가 웨일스에 압력을 가해오고 있었고, 바이킹의 준동도 날로 심해졌다. 854년 데인인들이 앵글시섬을 노략질했다. 856년 로드리는 바이킹들에게 승리를 거두고 그 두목 고름(Gorm)을 죽였다.
열공 연대기에 따르면 로드리는 872년 두 차례 승리했다. 첫 번째 싸움에서 앵글시의 바이킹들을 힘겨운 전투 끝에 물리쳤고, 두 번째 싸움에서는 바이킹들을 궤멸시켰다.
열공 연대기에서는 로드리가 878년 앵글시에서 싸우다 죽었다고 기록하고 있다. 한편 캄브리아 편년사에서는 로드리와 구리아드가 색슨인의 침공을 받고 죽었다고 한다. 이때 앨프리드 대왕은 이스트앵글리아에서 바이킹과 싸우고 있었으므로, 로드리의 웨일스를 공격한 색슨인 지도자는 머시아의 케올울프 2세였을 것이다. 판본 B에서는 구리아드가 로드리의 형제라고 하며, 판본 A에서는 아들이라고 한다. 몇 년 뒤 콘위 강 전투에서 로드리의 아들 아나라우드가 머시아군을 무찌르고 로드리의 복수를 했다고 모든 문헌에 기록되어 있다.

## 계승
로드리에게는 최소 4명의 아들이 있었고, 이들이 부왕의 영토를 나눠 가졌다. 장남 아나라우드가 귀네드 국왕이 되고 또한 아베르프라우가의 시조가 되었다. 이 가문에서 그리피드 압 키난, 허웰린 바우르가 태어났다. 다른 아들들인 카델과 메르번은 각각 케레디기온과 포이스를 상속받았는데, 카델이 메르번을 죽이고 포이스까지 취했다. 카델은 디네푸르가의 시조가 되었다. 4남은 너무 어려서 상속을 받지 못한 것으로 보인다. 이 4남은 형 아나라우드를 따라 머시아에 대한 복수전에 종군했고, 부상을 입어 티드왈 글로프("절름발이 티드왈")라는 별명을 얻었다.